# Coupe de la Ligue d'Irlande du Nord de football 2015-2016
Navigation
Édition précédente Édition suivante
La 30e coupe de la Ligue d'Irlande du Nord de football, connue aussi de par son contrat de sponsoring sous le nom d’JBE League Cup se dispute entre le 6 août 2015 et 13 février 2016. Le Cliftonville Football Club remet en jeu son titre obtenu en 2015. 
La compétition oppose les 40 clubs qui disputent les trois premiers niveaux du championnat d'Irlande du Nord de football : NIFL Premiership, NIFL Championship 1 et NIFL Championship 2.
Cliftonville remporte pour la quatrième fois consécutivement, un record, la compétition en battant en finale Ards FC sur le score de 3 buts à 0.

## Organisation
La compétition se dispute sur le principe de l'élimination directe jusqu'à la finale. Elle oppose les quarante clubs disputant les trois niveaux les plus élevés du championnat d'Irlande du Nord de football, Premiership, Championship 1 et Championship 2. Les seize clubs les mieux classés au terme de la saison 2014-2015 sont qualifiés directement pour le deuxième tour en y sont tête de série. Ces seize clubs sont les douze participant au Premiership et les clubs ayant terminé dans les quatre premiers du Championship 1.
| Tour             | Tirage au sort   | Matchs           | Clubs   |
| ---------------- | ---------------- | ---------------- | ------- |
| Premier tour     | 6 août 2015      | 18 août 2015     | 40 → 32 |
| Deuxième tour    | 22 août 2015     | 1 septembre 2015 | 32 → 16 |
| Troisième tour   | 5 septembre 2015 | 14 octobre 2015  | 16 → 8  |
| Quarts de finale | 17 octobre 2015  | 18 novembre 2015 | 8 → 4   |
| Demi-Finales     | 21 novembre 2015 | 15 décembre 2015 | 4 → 2   |
| Finale           | N/A              | 13 février 2016  | 2 → 1   |

## Premier tour
| Club recevant          | Score | Club visiteur             | Lieu de la rencontre | Date |
| ---------------------- | ----- | ------------------------- | -------------------- | ---- |
| Ballyclare Comrades    | 2-1   | Wakehurst FC              |                      |      |
| Banbridge Town         | 3-1   | Armagh City               |                      |      |
| Glebe Rangers          | 1-0   | Coagh United              |                      |      |
| Larne FC               | 3-1   | Loughgall FC              |                      |      |
| Moyola Park FC         | 2-0   | Donegal Celtic            |                      |      |
| Portstewart FC         | 0-3   | Knockbreda FC             |                      |      |
| Queen's University AFC | 1-7   | Sport & Leisure Swifts FC |                      |      |
| Tobermore United       | 0-2   | Newington Youth FC        |                      |      |

## Deuxième tour
| Club recevant         | Score             | Club visiteur              | Lieu de la rencontre | Date              |
| --------------------- | ----------------- | -------------------------- | -------------------- | ----------------- |
| Ballinamallard United | 5-0               | Banbridge Town             |                      | 1 septembre 2015  |
| Carrick Rangers       | 1-1 t. a. b.(5-4) | Lurgan Celtic              |                      | 1 septembre       |
| Coleraine FC          | 3-1               | Ballyclare Comrades        |                      | 1 septembre       |
| Dergview FC           | 1-2               | Ards FC                    |                      | 1 septembre       |
| Dollingstown FC       | 0-4               | Harland & Wolff Welders FC |                      | 1 septembre       |
| Glentoran FC          | 1-0               | PSNI FC                    |                      | 1 septembre       |
| Institute FC          | 5-2               | Sport & Leisure Swifts FC  |                      | 1 septembre       |
| Larne FC              | 1-4 a. p.         | Portadown FC               |                      | 1 septembre       |
| Limavady United       | 2-1               | Bangor FC                  |                      | 1 septembre       |
| Linfield FC           | 5-0               | Glebe Rangers FC           |                      | 1 septembre       |
| Moyola Park FC        | 1-4 a. p.         | Ballymena United           |                      | 2 septembre 2015  |
| Cliftonville FC       | 2-1               | Dundela FC                 |                      | 2 septembre       |
| Newington Youth FC    | 0-3               | Dungannon Swifts           |                      | 2 septembre       |
| Warrenpoint Town      | 5-1               | Distillery FC              |                      | 2 septembre       |
| Glenavon FC           | 3-3 t. a. b. 2-3  | Annagh United              |                      | 15 septembre 2015 |

## Troisième tour
| Club recevant    | Score              | Club visiteur              | Lieu de la rencontre       | Date            |
| ---------------- | ------------------ | -------------------------- | -------------------------- | --------------- |
| Annagh United    | 0-2                | Ards FC                    | Tandragee Road, Portadown  | 14 octobre 2015 |
| Coleraine FC     | 1-1 t. a. b. (3-1) | Harland & Wolff Welders FC | The Showgrounds, Coleraine | 14 octobre      |
| Crusaders FC     | 3-4 a. p.          | Institute FC               | Seaview, Belfast           | 14 octobre      |
| Dungannon Swifts | 3-3 t. a. b. (3-4) | Cliftonville FC            | Stangmore Park, Dungannon  | 14 octobre      |
| Glentoran FC     | 3-1                | Carrick Rangers            | The Oval, Belfast          | 14 octobre      |
| Limavady United  | 0-1                | Ballymena United           | The Showgrounds, Limavady  | 14 octobre      |
| Linfield FC      | 0-1                | Ballinamallard United      | Windsor Park, Belfast      | 14 octobre      |
| Portadown FC     | 1-2                | Warrenpoint Town           | Shamrock Park, Portadown   | 14 octobre      |

## Quarts de finale
| Quart de finale 1 | Ards Football Club          | 2-2 | Ballinamallard United Football Club | Clandeboye Park, Bangor |  |
|                   | McAllister 70e · McKee 107e |     | Currie 7e · Courtney 96e            |                         |  |
|                   | Tirs au but 7-6             |     |                                     |                         |  |

| Quart de finale 2 | Ballymena United Football Club | 1-2 | Coleraine Football Club | The Showgrounds, Ballymena |  |
|                   | McVey 89e                      |     | McLaughlin 15e 71e      |                            |  |

| Quart de finale 3 | Cliftonville Football Club                          | 3-2 | Glentoran Football Club | Solitude, Belfast |  |
|                   | McDaid Goal 58e · Catney 63e · McCullough 66e (csc) |     | Addis 12e · Allen 69e   |                   |  |

| Quart de finale 4 | Institute Football Club | 1-2 | Warrenpoint Town Football Club | Riverside Stadium, Drumahoe |  |
|                   | Brown 28e               |     | M.Hughes 40e · D.Hughes 63e    |                             |  |

## Demi-finales
| Demi-finale 1    | Ards Football Club | 2-2 | Coleraine Football Club | Clandeboye Park, Bangor |  |
| 15 décembre 2015 | McKee 65e 85e      |     | McLaughlin 19e 50e      |                         |  |
| 15 décembre 2015 | Tirs au but 5-3    |     |                         |                         |  |

| Demi-finale 2    | Warrenpoint Town Football Club | 0-1 a. p. | Cliftonville Football Club | Milltown, Warrenpoint |  |
| 15 décembre 2015 |                                |           | J.Donnelly 92e             |                       |  |

## Finale
La finale se dispute au Stade de Solitude à Belfast le 13 février 2016. Cliftonville l'emporte sur le score sans appel de 3 buts à 0. Cette victoire fait du club le tout premier club nord-irlandais à remporter quatre fois de suite la coupe de la Ligue d'Irlande du Nord de football. Ce quadruplé n'a jamais été réalisé en Coupe d'Irlande du Nord de football. De son côté, le finaliste, Ards est le deuxième club de deuxième division à accéder à la finale de la compétition. Le précédent a eu lieu en 2008-2009, avec le Portadown FC.
| Finale                | Ards Football Club | 0-3   | Cliftonville Football Club                | Stade de Solitude, Belfast |                          |
| 13 février 2016 17:30 |                    | (0-1) | M.Donnelly 35e · McDaid 62e · Garrett 83e | Arbitrage : Andrew Davey   | Arbitrage : Andrew Davey |